# Il sindaco del rione Sanità (film)
Il sindaco del rione Sanità è un film del 2019 diretto da Mario Martone. Si tratta di un adattamento in chiave moderna dell'omonima opera teatrale di Eduardo De Filippo, ispirato alla sua rappresentazione teatrale del 2017 per la regia dello stesso Martone.
È stato presentato in concorso alla 76ª Mostra internazionale d'arte cinematografica di Venezia in cui ha ottenuto il riconoscimento del Leoncino d'oro 2019. Girato per buona parte in Massa di Somma, la villa è in via Gramsci, il più piccolo dei Comuni del Parco Nazionale del Vesuvio

## Trama
Napoli, campagna vesuviana. Durante la notte, la moglie di Don Antonio Barracano viene assalita da uno dei loro rottweiler; inoltre, quasi contemporaneamente, due amici malavitosi, ‘o Nait e Palumbo, ingaggiano una sparatoria per motivi di lavoro che si conclude col ferimento del secondo. L'altro lo porta alla villa di Barracano, dove un medico alle dipendenze del padrone di casa lo medica e gli fa attendere l'arrivo di Barracano. Questi è una figura temuta e rispettata proveniente dal rione Sanità, dove è noto come il "Sindaco" e si occupa di dirimere le liti e amministrare la giustizia secondo i propri criteri, attraverso metodi anche brutali. Quando Don Antonio si sveglia, il medico gli chiede il permesso di lasciare il lavoro per andarsene in America, stanco delle violenze e dei camorristi che ogni giorno è costretto a curare; il Sindaco, tuttavia, gli nega questo permesso poiché ha bisogno che lui sia sempre a sua disposizione e gli lascia intendere che se realmente lo lasciasse gli renderebbe la vita impossibile.
Nella mattinata che segue, il Sindaco riceve le persone che richiedono il suo giudizio: punisce entrambi i ragazzi coinvolti nella sparatoria, ritenendoli colpevoli l'uno di aver avuto effettivamente torto e l'altro di aver sparato senza prima chiedere il suo permesso; successivamente induce l'usuraio Pasquale, detto ‘o Nasone a estinguere la cambiale a lui dovuta da Vicienzo 'O Cuozzo, cosa che gli guadagna l'ammirazione e la devozione incondizionata di quest'ultimo.
Si presenta poi un giovane, Rafiluccio Santaniello, insieme alla sua fidanzata Rituccia, in stato di gravidanza avanzata; poco dopo il suo arrivo, Barracano è costretto a sospendere il colloquio a causa del ritorno di Armida dall'ospedale, dov'è stata medicata. La moglie vorrebbe abbattere il cane che l'ha assalita ma Don Antonio, dimostrando il proprio concetto di giustizia, la convince che la colpa non è del cane, che ha fatto solo il proprio dovere, ma di lei che è uscita di casa con furtività. Per badare alla moglie, in un primo momento il Sindaco chiede a Rafiluccio di andarsene, ma decide di ascoltarlo quando questi gli rivela il suo proposito di uccidere il padre.
Rafiluccio è figlio di Arturo Santaniello, ricco panettiere napoletano. Il ragazzo racconta che, in seguito alla morte di sua madre, l'uomo lo ha diseredato e cacciato di casa, noncurante perfino della gravidanza di Rituccia. A causa di questo, la coppia è costretta a vivere di espedienti, in estrema povertà: il ragazzo vuole uccidere suo padre sia per il rancore che gli porta che per ottenere il patrimonio che gli è stato negato, e pertanto chiede la protezione del Sindaco. Barracano, prima di prendere una decisione, manda a chiamare Santaniello per sentire la sua versione. L'uomo si presenta con un atteggiamento rispettoso, ma anche consapevole della propria dignità di uomo onesto. In sua presenza, Don Antonio si lascia andare al racconto della sua vita: di umili origini, da giovane era stato pastore di capre; un giorno, mentre lui si era assopito, le sue capre avevano sconfinato in un campo adiacente al suo, e Gioacchino, il guardiano di questo campo, lo aveva quasi ammazzato di botte. Questo aveva fatto maturare nel giovane Barracano un profondo desiderio di vendetta: una volta ottenuto il potere, la prima cosa che aveva fatto era stato uccidere Gioacchino, per poi corrompere giudici e falsi testimoni al processo e uscirne pulito ascrivendo il delitto alla legittima difesa.
Santaniello racconta di aver diseredato il figlio poiché questi era un perdigiorno, che non portava rispetto a lui né alla defunta madre e che non portava a termine il minimo lavoro; inoltre ritiene Rituccia una poco di buono e non vuole che i soldi faticosamente guadagnati vadano a lei. Segue una lite tra padre e figlio, che accusa l'uomo di convivere con un'altra donna e di aver offerto tutto il suo patrimonio a lei. Barracano invita i due a riconciliarsi, ma Santaniello, pur rispettando la condotta malavitosa del Sindaco, la disapprova e in quanto uomo onesto non accetta consigli da lui; profondamente offeso, il Sindaco lo scaccia; tuttavia le sue parole lo hanno colpito e chiede a Rafiluccio di desistere dal suo proposito: anche se lo mettesse sotto protezione, commetterebbe comunque un delitto orrendo che gli rovinerebbe la vita, così gli offre un lavoro e dei soldi. Rafiluccio risponde che in un modo o nell'altro ucciderà suo padre, perché ormai non può più farne a meno, rivelando lo stesso livore che un tempo Barracano aveva provato per Gioacchino.
Sconvolto dall'accaduto, Barracano decide di recarsi al Rione Sanità per parlare con Santaniello e metterlo in guardia sui propositi del figlio; l'uomo, credendo che il Sindaco voglia ammazzarlo, d'istinto lo accoltella a morte. Alla scena assiste casualmente Vicienzo ‘o Cuozzo. Il dottore comprende che la ferita è mortale e che se non verrà curata Barracano morirà presto, ma lui rifiuta perché questo causerebbe la vendetta dei suoi accoliti su Santaniello e innescherebbe una catena di delitti che metterebbe in pericolo la sua famiglia; organizza inoltre una cena a cui inviterà tutti coloro che ha ricevuto nel corso della giornata, con lo scopo segreto di evitare le faide che, alla sua morte, si potrebbero scatenare. Dà infine il permesso al Dottore di partire per l'America, chiedendogli però di amministrare i suoi ultimi affari terreni.
Poco prima della cena arriva Rafiluccio, il quale rivela che dopo aver parlato a lungo con Armida, si è deciso a rinunciare all'omicidio del padre e di vivere onestamente con Rituccia e il bambino. Il Sindaco gli versa una forte somma di denaro, dicendogli di aver convinto il padre a donargliela.
Il primo ad arrivare è ‘o Cuozzo, che si dimostra un pusillanime: inizialmente afferma di non aver assistito al misfatto per poi confessare di essere stato minacciato. Scoprirà che la volontà di Antonio Barracano è proprio quella di farlo tacere sull'accaduto. Arrivano poi Santaniello e subito dopo 'O Nasone, ‘o Nait e Palummiello: il Sindaco mette pace tra tutti quanti e convince perfino Arturo a saldargli la somma che ha anticipato al figlio. Mentre tutti cenano, all'improvviso il dottore annuncia la morte di Don Barracano.

## Promozione
Il 26 luglio 2019 è stata diffusa online la locandina del film. Il trailer ufficiale del film è stato diffuso online il 29 luglio seguente.

## Distribuzione
Il film è stato presentato in anteprima il 30 agosto 2019 in concorso alla Mostra del cinema di Venezia.
È stato distribuito nelle sale cinematografiche italiane da Nexo Digital solo il 30 settembre, l'1 e il 2 ottobre 2019. Grazie al successo riscontrato nei tre giorni evento, la distribuzione è stata prolungata.. Dal settembre 2020 il film è disponibile in DVD.

## Riconoscimenti
- 2019 - Mostra internazionale d'arte cinematografica[8]
  - Premio Pasinetti
  - Premio Pasinetti speciale a Francesco Di Leva e Massimiliano Gallo
  - Leoncino d'oro Agiscuola
  - Premio Pellicola d'oro al miglior capo elettricista a Ettore Abate
  - In competizione per il Leone d'oro al miglior film
- 2020 - Premio Flaiano[9]
  - Migliore sceneggiatura a Mario Martone e Ippolita di Majo
- 2020 - Ciak d'oro
  - Candidatura a miglior film[10]
  - Candidatura a miglior regista a Mario Martone[11]
  - Candidatura a migliore attore protagonista a Francesco Di Leva[12]